# Robert Pollok
Robert Pollok (19. října 1798?, Renfrewshire, Skotsko – 15. září 1827, Southampton) byl presbyteriánský kněz a skotský básník, známý pro svou skladbu Běh času (The Course of Time, 1827).
O datu narození panují spory, uvádí se roky 1789, 1798 a 1799. Studoval bohosloví na University of Glasgow, stal se presbyteriánským knězem, v průběhu studia anonymně publikoval tři epické básně, vydané později pod názvem Tales of Covenanters. Trpěl tuberkulózou, lékaři mu proto doporučili léčení v Itálii. Brzy po odjezdu ze Skotska se však jeho zdravotní stav zhoršil a v září 1827 zemřel v Shirley (v té době samostatná ves a nyní část Southamptonu).
Krátce předtím vydal své stěžejní dílo, rozsáhlou básnickou skladbu o deseti zpěvech v blankversu, nazvanou Běh času. Popisuje v ní formou duchovního eposu dějiny lidstva od stvoření do konce světa, vývoj náboženství, kultury a společnosti, křesťanskou morálku a její společenský i teologický přesah, radosti i bolesti světa i jeho konečnou zkázu a poslední soud, zavržení a spásu. Báseň byla ve své době velmi populární, byla srovnávána s Miltonovým Ztraceným rájem, prvních čtyř vydání se prodalo 78 000 výtisků.
Ukázku z Běhu času, oslavující Byrona, zahrnul Jaroslav Vrchlický do svého výboru Moderní básníci angličtí.